# Arquebisbat de Paraná
L'arquebisbat de Paraná (castellà: Arquidiócesis de Paraná ; llatí: Archidioecesis Paranensis) és una seu metropolitana de l'Església Catòlica a Argentina. L'any 2004 tenia 452.250 batejats sobre una població de 502.500 habitants. Actualment està regida per l'arquebisbe Juan Alberto Puiggari.
La patrona de l'arxidiòcesi és la Mare de Déu del Roser (7 d'octubre), i el patró de la ciutat i de la província és sant Miquel Arcàngel (29 de setembre).

## Territori
L'arxidiòcesi comprèn sis departaments de la província d'Entre Ríos: Diamante, Feliciano, La Paz, Nogoyá, Paraná i Villaguay; a més del departament de Federal: (districtes Achiras, Sauce de Luna, part nord del Districte Banderas)
La seu arxiepiscopal és la ciutat de Paraná, on es troba la catedral de la Mare de Déu del Roser.
El territori s'estén sobre 30.348  km², i està dividit en 49 parròquies. A més, té 3 quasi parròquies, 200 esglésies i capelles, 1 santuari, 2 monestirs femenins, 8 cases de religiosos i 43 de religioses. A més, compta amb 82 centres educatius.

### Província eclesiàstica
L'arxidiòcesi de Paraná té dues diòcesis sufragànies:
- Bisbat de Concordia
- Bisbat de Gualeguaychú

## Història
El bisbat de Paraná va ser erigit el 13 de juny de 1859 mitjançant la butlla Vel a primis del Papa Pius IX, prenent el territori del bisbat de Buenos Aires (avui arxidiòcesi). Originàriament era sufragània de l'arquebisbat de La Plata o Charcas (avui arquebisbat de Sucre).
El 5 de març de 1865 passà a formar part de la província eclesiàstica de l'arquebisbat de Buenos Aires.
El 15 de febrer de 1897 i el 21 de gener de 1910 cedí porcions del seu territori per tal que s'erigissin respectivament els bisbats de Santa Fe (avui arquebisbat de Santa Fe de la Vera Cruz) i de Corrientes (avui arxidiòcesi).
El 20 d'abril de 1934 va ser elevada al rang d'arxidiòcesi metropolitana.
L'11 de febrer de 1957 i el 10 d'abril de 1961 cedí de nou noves porcions de territori per tal que s'erigissin, respectivament, els bisbats de Gualeguaychú i de Concordia.

## Cronologia episcopal
- Luis José Gabriel Segura y Cubas † (20 de juny de 1859 - 13 d'octubre de 1862 mort)
- José María Gelabert y Crespo † (27 de març de 1865 - 23 de novembre de 1897 mort)
- Rudesindo de la Lastra y Gordillo † (8 de febrer de 1898 - 3 de juliol de 1909 mort)
- Abel Juan Bazán y Bustos † (7 de febrer de 1910 - 25 d'abril de 1926 mort)
- Julián Pedro Martínez † (7 de juliol de 1927 - 28 de juliol de 1934 renuncià)
- Zenobio Lorenzo Guilland † (13 de setembre de 1934 - 12 de febrer de 1962 mort)
- Adolfo Servando Tortolo † (6 de setembre de 1962 - 1 d'abril de 1986 jubilat)
- Estanislao Esteban Karlic (1 d'abril de 1986 - 29 d'abril de 2003 jubilat)
- Mario Luis Bautista Maulión (29 d'abril de 2003 - 4 de novembre de 2010 jubilat)
- Juan Alberto Puiggari, des del 4 de novembre de 2010

## Estadístiques
A finals del 2004, la diòcesi tenia 452.250 batejats sobre una població de 502.500 persones, equivalent al 90,0% del total.
| any  | població | població | població | sacerdots | sacerdots       | sacerdots       | sacerdots             | diaques | religiosos | religiosos | parròquies |
| ---- | -------- | -------- | -------- | --------- | --------------- | --------------- | --------------------- | ------- | ---------- | ---------- | ---------- |
| any  | batejats | total    | %        | total     | clergat secular | clergat regular | batejats por sacerdot | diaques | homes      | dones      |            |
| 1950 | 720.000  | 826.414  | 87,1     | 177       | 105             | 72              | 4.067                 |         | 119        | 477        | 55         |
| 1965 | 367.000  | 407.458  | 90,1     | 86        | 60              | 26              | 4.267                 |         | 41         | 331        | 32         |
| 1970 | 432.000  | 480.000  | 90,0     | 93        | 63              | 30              | 4.645                 |         | 43         | 290        | 37         |
| 1976 | 350.000  | 377.775  | 92,6     | 85        | 58              | 27              | 4.117                 |         | 37         | 225        | 39         |
| 1980 | 354.000  | 382.000  | 92,7     | 74        | 54              | 20              | 4.783                 |         | 26         | 201        | 40         |
| 1990 | 426.000  | 464.137  | 91,8     | 75        | 59              | 16              | 5.680                 |         | 24         | 192        | 45         |
| 1999 | 426.150  | 502.500  | 84,8     | 110       | 93              | 17              | 3.874                 |         | 29         | 168        | 47         |
| 2000 | 426.150  | 502.500  | 84,8     | 119       | 102             | 17              | 3.581                 |         | 27         | 162        | 49         |
| 2001 | 452.250  | 502.500  | 90,0     | 122       | 107             | 15              | 3.706                 |         | 29         | 173        | 45         |
| 2002 | 452.250  | 502.500  | 90,0     | 124       | 109             | 15              | 3.647                 |         | 28         | 173        | 45         |
| 2003 | 452.250  | 502.500  | 90,0     | 128       | 103             | 25              | 3.533                 |         | 33         | 180        | 46         |
| 2004 | 452.250  | 502.500  | 90,0     | 117       | 104             | 13              | 3.865                 |         | 21         | 188        | 49         |